# Ciawi (Banjarharjo)
Ciawi is een bestuurslaag in het regentschap Brebes van de provincie Midden-Java, Indonesië. Ciawi telt 1200 inwoners (volkstelling 2010).